# Cây sồi Jagiełło

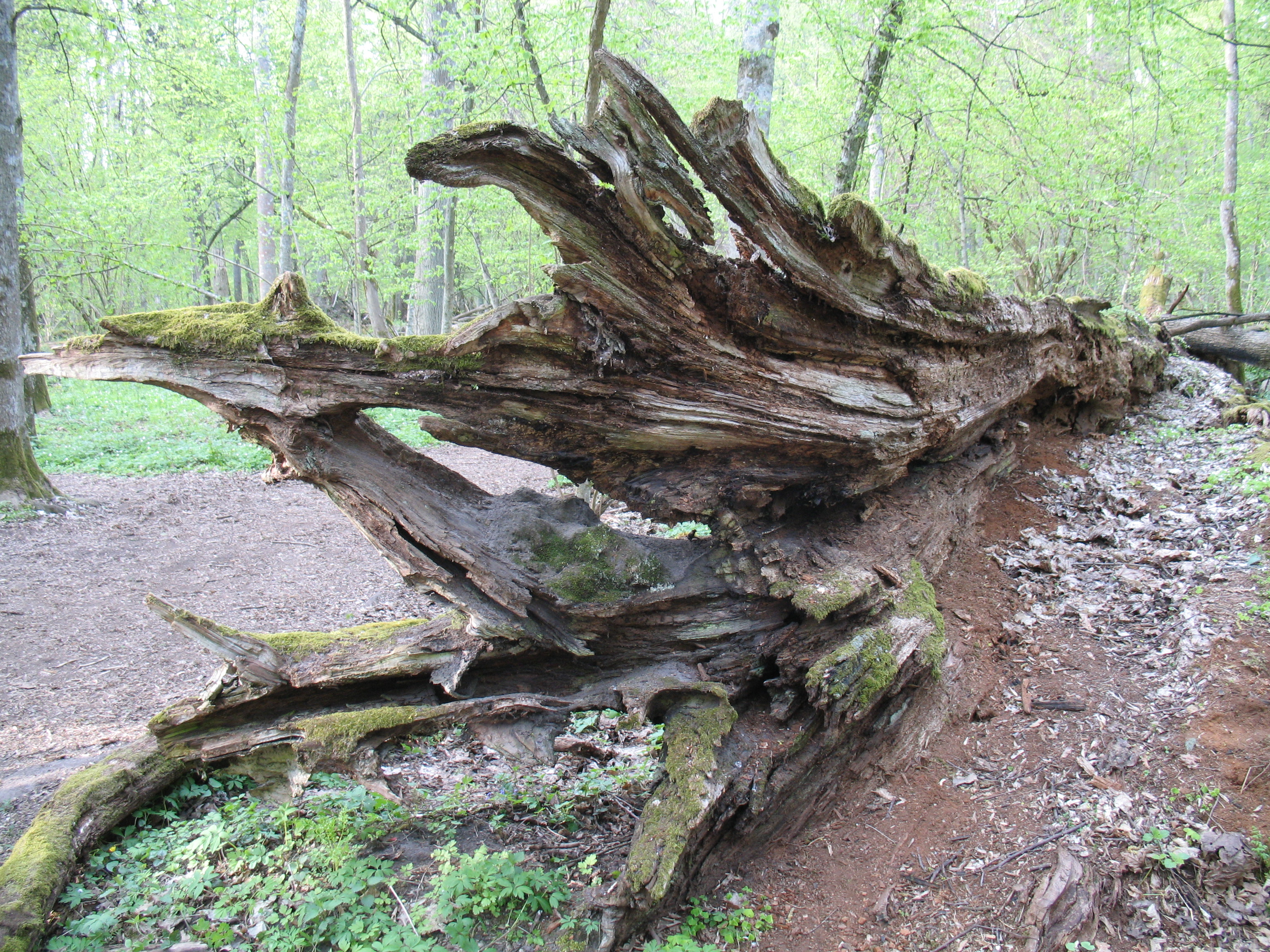
Thân cây sồi Jagiełło.

Sồi Jagiełło là cây sồi được chú ý nhất trong các cây sồi rừng Białowieża. Cây bị đốn hạ vào ngày 2 tháng 11 năm 1974, lúc đó nó có chu vi là 550 cm (220 in) ở chiều cao và chiều cao 39 m (128 ft); nó có các nhánh lớn và phần ngọn phát triển tốt. Thân cây rơi vẫn có thể được nhìn thấy trong Vườn quốc gia Białowieża.
Vua Władysław II Jagiełło được cho là đã nghỉ ngơi bên dưới gốc cây trước Trận Grunwald năm 1410 – tuy nhiên khi chết, cây được cho là không quá 450 tuổi, điều đó có nghĩa là nó không bắt đầu phát triển cho đến khoảng năm 1524.